# Pteris catoptera
Pteris catoptera är en kantbräkenväxtart som beskrevs av Kze. Pteris catoptera ingår i släktet Pteris och familjen Pteridaceae. Inga underarter finns listade.